# البعثة الفرنسية الجيوديزية إلى لابلاند

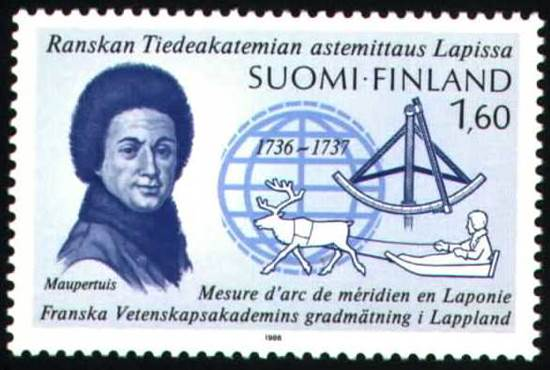
طابع فنلندي يخلد ذكرى الرحلة إلى الشمال.

البعثة الفرنسية الجيوديزية إلى لابلاند (بالفرنسية: Expédition géodésique française en Laponie)‏ هي بعثة علمية أرسلتها فرنسا إلى منطقة لابلاند، تحت إدارة الأكاديمية الفرنسية للعلوم. كان ذلك في عام 1736-1737، وكان الهدف منها هو تحديد شكل الأرض.